# Пустовойтенко Михайло Савич
Михайло Савич Пустовойтенко (1865—?) — російський воєначальник, генерал-лейтенант, учасник Першої світової війни.

## Біографія
Михайло Пустовойтенко народився 3 листопада 1865 року в родині священика, з міщан міста Аккермана Бессарабської губернії. Початкову освіту здобув в Одеській духовній семінарії, після чого 29 червня 1883 року вступив до Одеського піхотного юнкерського училища.
28 січня 1886 року проведений в підпоручики і випущений в 14-й стрілецький полк. 1 вересня 1889 року проведений в поручики. Незабаром Пустовойтенко склав вступні іспити в Миколаївську академію Генерального штабу і 18 травня 1894 року за відзнаку в науках був проведений в штабс-капітани. У тому ж році випущений з академії по 1-му розряду і був призначений старшим ад'ютантом штабу 7-ї піхотної дивізії.
24 березня 1896 року Михайло Савич Пустовойтенко отримав чин капітана Генерального штабу і з 25 травня того ж року обіймав посаду старшого ад'ютанта штабу 10-ї піхотної дивізії, причому з 10 жовтня 1898 року по 23 жовтня 1899 року відбував цензове командування ротою в 37-му піхотному Єкатеринбурзькому полку. Із 20 серпня по 4 листопада 1900 року Пустовойтенко виконував обов'язки начальника стройового відділу штабу Брест-Литовської фортеці, а потім до 7 липня 1901 року був штаб-офіцером для особливих доручень при штабі Варшавського військового округу. 6 грудня 1900 року проведений в підполковники. Із 15 травня по 15 вересня 1904 року за цензом командував батальйоном в 183-му резервному піхотному Пултуському полку.
10 серпня 1904 року Пустовойтенко призначений начальником штабу 3-го округу Окремого корпусу прикордонної варти, 6 грудня проведений в полковники. У 1907 році, з метою вдосконалення військової освіти Пустовойтенко прикомандирований до артилерії (з 21 травня по 23 липня) Варшавського військового округу, а в наступному році здійснив аналогічне відрядження в кавалерійські частини (з 6 вересня по 6 жовтня).
4 грудня 1908 року полковник Пустовойтенко залишив службу в прикордонних військах і був призначений командиром 182-го піхотного Гроховського полку. 6 грудня 1913 року він отримав звання генерал-майора і призначений начальником штабу 1-го Сибірського армійського корпусу. 19 червня 1914 року Пустовойтенко зайняв посаду помічника 1-го обер-квартирмейстера Головного управління Генерального штабу (ГУГШ) і був обраний постійним членом комісії при ГУГШ по укріпленням, і незабаром отримав призначення 1-м обер-квартирмейстером ГУГШ.
Напередодні Першої світової війни, з оголошенням мобілізації 19 липня 1914 року призначений обер-квартирмейстером штабу армій Південно-Західного фронту, а 1 квітня наступного року Михайло Савич Пустовойтенко перевівся на ту ж посаду в штаб Північно-Західного фронту. 30 серпня 1915 року призначений виконуючим обов'язки генерал-квартирмейстера штабу Верховного Головнокомандувача імператора Миколи II. 6 листопада 1916 року проведений в генерал-лейтенанти, через місяць призначений начальником 12-ї піхотної дивізії. За кілька днів до Жовтневого перевороту Пустовойтенко зайняв посаду командира 40-го армійського корпусу.
За деякими відомостями Михайло Савич Пустовойтенко — один із учасників антицарської змови в кінці 1916 року і член «Військової ложі». Пустовойтенко відкрито говорив у ставці про царя: «Хіба він розуміє що-небудь з того, що відбувається в країні? Хіба він вірить хоч одному похмурому слову Михайла Васильовича (Алексєєва)? Хіба він не боїться його щоденних доповідей, як урод боїться дзеркала? Ми вказуємо йому на повний розвал армії та країни в тилу щоденними фактами, не роблячи особливих підкреслень, доводимо правоту своєї позиції, а він в цей час думає про те, що чув за п'ять хвилин у дворі, і, ймовірно, посилає нас до всіх чортів…»
На початку 1918 року Пустовойтенко виїхав за кордон і більш достовірних відомостей про нього розшукати не вдалося. За відомостями С. В. Волкова Пустовойтенко під час Громадянської війни служив у Збройних силах Півдня Росії, однак в книзі М. М. Рутича «Біографічний довідник вищих чинів Добровольчої армії й збройних сил Півдня Росії» (М., 2002) генерал Пустовойтенко не значиться.

## Нагороди
- Орден Святого Станіслава ІІІ ступеня (1892 рік)
- Орден Святої Анни ІІІ ступеня (1901 рік)
- Орден Святого Станіслава ІІ ступеня (1906 рік)
- Орден Святої Анни ІІ ступеня (1906 рік)
- Орден Святого Володимира ІV ступеня (1909 рік)
- Орден Святого Володимира ІІІ ступеня (1913 рік)